# Fleet Replacement Squadron
Escadron de remplacement de la flotte
Un Fleet Replacement Squadron (FRS) (escadron de remplacement de la flotte) est une unité de l'US Navy et de l'United States Marine Corps qui forme les pilotes de l'United States Naval Aviator (en) et les officiers de bord de la marine (Naval flight officer (en) (NFO)). Étudiants, appelés pilotes de remplacement ou officiers des systèmes d'armes de remplacement sont soit des aviateurs nouvellement ailés (Catégorie I), soit des aviateurs passant d'un type d'avion à un autre (Catégorie II), soit des aviateurs après une période de non-vol (Catégorie III). Après avoir terminé le régime de formation, les diplômés sont affectés à des escadrons de la flotte. De plus, les FRS sont responsables de la formation des mécaniciens d'aéronefs, de la fourniture d'aéronefs de remplacement pour l'escadron de la flotte et de la normalisation de la maintenance et des opérations aériennes.
Le personnel de l'US Navy et de l'US Marine Corps Aviation est fréquemment affecté à d'autres services FRS. Les FRS étaient autrefois connus sous le nom de Replacement Air Groups ("Rags").

## Historique
Du 1er avril 1958 à juin 1970, la marine a organisé les escadrons de remplacement de la flotte pour les avions de combat et d'attaque basés sur des porte-avions en Readiness Carrier Air Groups (RCVG) (Groupes aériens de porte-avions de préparation). 
Le 20 décembre 1963, lorsque tous les Carrier Air Groups ont été renommés Carrier Air Wings (CVW), les RCVG ont été renommés Readiness Carrier Air Wings (RCVW). Du 30 juin 1960 à février 1961, il a organisé les  Readiness Carrier Air Anti-Submarine Groups (RCVSG) (Escadrons de remplacement de la flotte en groupes anti-sous-marins aériens de transporteur de préparation). Les RCVSG sont restés des groupes anti-sous-marins aériens de porte-avions de préparation jusqu'à leur dissolution en 1970 et 1971. 
Après la dissolution des RCVW et des RCVSG, les escadrons de remplacement de la flotte ont été placés sous le contrôle opérationnel du type spécifique d'aéronef, mais ils ont tous conservé leurs anciens codes de queue RCVW ou RCVSG.

## Les unités subordonnées
En 2022 :

### US Navy
| Code    | Insigne | Escadron                                    | Surnom        | Aéronef                 | Base                             |
| ------- | ------- | ------------------------------------------- | ------------- | ----------------------- | -------------------------------- |
| HM-12   |         | Helicopter Mine Countermeasures Squadron 12 | Sea Dragons   | MH-53E Sea Dragon       | Base navale de Norfolk           |
| HSC-2   |         | Helicopter Sea Combat Squadron 2            | Fleet Angels  | SH-60 Seahawk           | Base navale de Norfolk           |
| HSC-3   |         | Helicopter Sea Combat Squadron 3            | Merlins       | MH-60S Seahawk          | Naval Air Station North Island   |
| HSM-40  |         | Helicopter Maritime Strike Squadron 40      | Airwolves     | MH-60S Seahawk          | Base navale de Mayport           |
| HSM-41  |         | Helicopter Maritime Strike Squadron 41      | Hawks         | MH-60S Seahawk          | NAS North Island                 |
| VAQ-129 |         | Electronic Attack Squadron 129              | Vikings       | EA-18G Growler          | Naval Air Station Whidbey Island |
| VAW-120 |         | Carrier Airborne Early Warning Squadron 120 | Greyhawks     | C2-Geyhound E-2 Hawkeye | Base navale de Norfolk           |
| VFA-106 |         | Strike Fighter Squadron 106                 | Gladiators    | C2-Geyhound             | Naval Air Station Oceana         |
| VFA-122 |         | Strike Fighter Squadron 122                 | Flying Eagles | F/A-18E/F Super Hornet  | Naval Air Station Lemoore        |
| VFA-125 |         | Strike Fighter Squadron 125                 | Rough Raiders | F/A-18E/F Super Hornet  | Naval Air Station Lemoore        |
| VP-30   |         | Patrol Squadron 30                          | Pro's Nest    | P-8 Poseidon            | Naval Air Station Jacksonville   |
| VQ-7    |         | Fleet Air Reconnaissance Squadron 7         | Roughnecks    | E-6 Mercury             | Tinker Air Force Base            |

### US Marine Corps
| Code      | Insigne | Escadron                                             | Surnom            | Aéronef                                                                              | Base                                  |
| --------- | ------- | ---------------------------------------------------- | ----------------- | ------------------------------------------------------------------------------------ | ------------------------------------- |
| HMHT-302  |         | Marine Heavy Helicopter Training Squadron 302        | Phoenix           | CH-53 Super Stallion                                                                 | Marine Corps Air Station New River    |
| HMLAT-303 |         | Marine Light Attack Helicopter Training Squadron 303 | Atlas             | AH-1Z Viper UH-1Y Venom                                                              | Marine Corps Base Camp Pendleton      |
| VMMT-204  |         | Marine Medium Tiltrotor Training Squadron 204        | Raptors           | MV-22 Osprey                                                                         | Marine Corps Air Station New River    |
| VMAT-203  |         | Marine Attack Training Squadron 203                  | Hawks             | AV-8 Harrier II                                                                      | Marine Corps Air Station Cherry Point |
| VMFAT-101 |         | Marine Fighter Attack Training Squadron 101          | Sharpshooters     | F/A-18C/D Orney (mis en sommeil en 2023, doit être reconstituer vers 2025 sur F-35B) | Marine Corps Air Station Miramar      |
| VMFAT-501 |         | Marine Fighter Attack Training Squadron 501          | Warlords          | F-35B Lightning II                                                                   | Marine Corps Air Station Beaufort     |
| VMFAT-502 |         | Marine Fighter Attack Training Squadron 502          | Flying Nightmares | F-35B Lightning II                                                                   | Marine Corps Air Station Miramar      |